# Pinus jaliscana
Pinus jaliscana (лат.) — вид вечнозелёных хвойных деревьев рода Сосна семейства Сосновые (Pinaceae). Естественный ареал распространения находится в мексиканском штате Халиско.

## Ботаническое описание
Вечнозелёное дерево высотой 25—30 метров, редко до 35 метров. Ствол прямой и достигает диаметра на высоте 1,3 м от 60 до 80, редко до 100 сантиметров. Кора ствола толстая, грубая и чешуйчатая, разделена на красноватые, удлинённые, неправильные пластины и неглубокие трещины. Ветви в основном горизонтальные или восходящие, ветви высшего порядка тонкие, гибкие, несколько маятниковые и образуют круглую, довольно открытую крону. Молодые побеги гладкие, вначале оранжево-коричневые, затем серовато-коричневые.
Вегетативные почки не смолистые, яйцевидно-продолговатые или конические. Терминальные почки длиной от 10 до 15 миллиметров, боковые почки меньше и яйцевидно-заострённые. Стебли, сформированные в виде почковидных чешуй, маленькие, шиловидные, с загнутым кончиком. Хвоинки обычно растут по пять, реже по четыре или три, светло-коричневые, при выветривании светло-серые, первоначально 15 мм длиной, позже укорачиваются до 8—10 мм, в постоянном игольчатом чехле. Хвоя светло-зелёная до желтовато-зелёной, тонкая, мягкая, прямая или слегка поникающая, длиной от 12 до 18 редко до 22 сантиметров и толщиной от 0,5 обычно 0,6 до 0,8 миллиметра. Край иглы очень мелко зазубрен, конец заострён. Иногда имеются лишь нечёткие стоматы на всех сторонах игл. Обычно формируется от двух до четырёх резорбтивных каналов, реже — один или пять. Хвоя остается на дереве в течение двух-трёх лет.
Пыльцевые шишки сначала пурпурно-жёлтые, а затем светло-коричневые, яйцевидно-продолговатые или цилиндрические, длиной 1,2—1,8 сантиметра, диаметром 5—6 миллиметров. Семенные шишки растут поодиночке или по две-три штуки на концах веток на крепких изогнутых стеблях длиной 7—15 миллиметров, которые опадают вместе с шишкой. Зрелые шишки закрытые яйцевидно-продолговатые до яйцевидно-заострённых и открытые с косым основанием, обычно от 6 до 8,5 см, редко от 4,5 и до 9,8 см длиной, диаметром от 3 обычно от 4 до 5 и редко до 6 см. От 135 до 150 семенных чешуй удлинённые, прямые или несколько изогнутые, густо одревесневшие. Апофиз слегка приподнят или выпуклый, поперечно килеватый, ромбический или пятиугольный в очертании, иногда с выемкой по верхнему краю, радиально полосатый и блестящий от охристого до светло-коричневого цвета. Умбо спинной, плоский или слегка приподнятый и вооружён небольшим наклонным шипом. Семена обратнояйцевидные, несколько сплюснутые, длиной от 3,5 до 6 миллиметров, шириной от 2 до 3,5 миллиметров, тёмно-серо-коричневого цвета. Семенные крылья косо-яйцевидно-продолговатые, 13—17 мм длиной и 6—8 мм шириной, желтоватые, полупрозрачные с серым или чёрным оттенком.

## Распространение и экология
Естественный ареал вида находится в Мексике в штате Халиско в северо-западной части Сьерра-Мадре-дель-Сур на склонах, обращённых к Тихому океану, в основном в Сьерра-де-Куале.
Pinus jaliscana произрастает на высоте от 800 до 1200, редко до 1650 метров в горных районах на глубоких, кислых почвах на гранитных скалах. Климат субтропический, сухой сезон длится пять-шесть месяцев с декабря по май, а среднегодовое количество осадков составляет от 1000 до 1500 миллиметров. Территория распространения классифицируется как зона зимней суровости 9 со среднегодовыми минимальными температурами от −6,6 °C до −1,2 °C. Вид растёт в сосновых лесах и смешанных лесах из сосен и дубов. Встречается вместе с Pinus maximinoi и Pinus oocarpa, на несколько больших высотах с Pinus douglasiana, вместе с различными видами дуба и Clusia salvinii.
В Красной книге МСОП вид классифицируется как «с низкой угрозой исчезновения».

## Систематика
Впервые вид был научно описан в 1983 году Хорхе Пересом де ла Розой в журнале «Phytologia». Видовой эпитет jaliscana относится к мексиканскому штату Халиско, где был найден вид. Синонимами вида являются Pinus macvaughii Carvajal, Pinus oocarpa var. macvaughii (Carvajal) Silba и Pinus patula var. jaliscana (Pérez de la Rosa) Silba.
Pinus jaliscana является близким родственником более распространённой Pinus herrerae, которая встречается в горах западной Мексики, и Pinus patula из гор восточной Мексики. От Pinus herrerae вид можно отличить по расположению смоляных каналов, у которого смоляные каналы касаются центрального проводящего пучка, но не поверхности хвои, а базальные конусовидные чешуи семенных шишек широко раскрываются.

## Использование
Специализированное использование вида неизвестно. Древесина используется вместе с древесиной других сосен. В садоводстве не используется.